# إيرينا بوكوفا
إيرينا جورجيفا بوكوفا (بالبلغارية: Ирина Георгиева Бокова) (مواليد 12 يوليو، 1952) هي سياسية بلغارية وعضوة برلمان لفترتين ووزيرة الشؤون الخارجية والسفيرة الحالية لجمهورية بلغاريا لدى فرنسا والمغرب. انتخبت إيرينا بوكوفا لمنصب الأمين العام لمنظمة الأمم المتحدة للتربية والعلوم والثقافة. هي أول امرأة تشغل منصب رئيس منظمة الأمم المتحدة للتربية والثقافة والعلوم (اليونيسكو)، وأول شخص من المنظومة الاشتراكية السابقة.

## نبذة عن حياتها
كانت بوكوفا من الطلبة المحظوظين أثناء الحقبة الاشتراكية حيث كان والدها رئيس تحرير صحيفة الحزب الشيوعي، وبعد إنهائها الدراسة الثانوية التحقت بمعهد موسكو للعلاقات الدولية، ثم حصلت على منحة للدراسة في جامعة ميريلاند في الولايات المتحدة، كما التحقت بكلية جون ف. كينيدي في جامعة هارفارد.
كانت بوكوفا أول نائبة لوزير الخارجية والمنسقة الرئيسية لعلاقات بلغاريا مع الاتحاد الأوروبي بين 1995 و1997 قبل أن تصبح لفترة وجيزة وزيرة للخارجية البلغارية من تشرين الثاني/نوفمبر 1996 إلى شباط/فبراير 1997.
وهي عضو في المجلس التنفيذي لليونيسكو منذ 2007 كما تشغل منصب نائب رئيسة المجموعة الفرنكفونية للسفراء لدى هذه المؤسسة التابعة للامم المتحدة المكلفة بالعناية بشؤون التربية والعلوم والثقافة والتراث. انتخبت عام 2009 رئيسة لليونيسكو.
وبوكوفا تتحدث بطلاقة الإنجليزية والبلغارية والإسبانية والفرنسية والروسية وهي متزوجة ولها ابنان.

## مسارها المهني
في سبتمبر 2017، نشرت صحف أن زوج بوكوفا تلقى مبلغا ماليا يقدر ب 425 ألف أورو من طرف شركة أذريبيجانية. نفت بوكوفا أن يكون هذا المبلغ مرتبطا بالجائزة التي قدمتها اليونسكو إلى سيدة أذريبيجان الأولى. ونفت ذلك أيضا في عددً لجريدة العالم الفرنسية وأن هذا المبلغ مرتبط بأعمال زوجها وأنه لا علم لها بالتفاصيل.

## جوائز و أوسمة
2011
من مالي: وسام مالي الوطني من رتبة قائد.
2012
من البيرو: وسام الشمس من رتبة الصليب الأكبر.
من تشاد: وسام تشاد الوطني من رتبة ضابط كبير.
2013
من بلغاريا: وسام ستارا بلانينا
من كازاخستان: نيشان الصداقة
من موناكو: نيشان الاستحقاق الثقافي
2014
من كوريا الجنوبية: نيشان الاستحقاق للخدمة الدبلوماسية
من المغرب: الوسام العلوي من درجة قائد.
2015
من فرنسا: وسام جوقة الشرف من رتبة قائد.
2017
من كندا: النيشان الوطني لكيبيك من رتبة ضابط.

## وصلات خارجية
- إيرينا بوكوفا على موقع أرشيف الشارخ.
- إيرينا بوكوفا على موقع مونزينجر (الألمانية)
- الموقع الرسمي لإيرينا بوركوفا